# U.S. Ciserano
Unione Sportiva Ciserano, thường được gọi tắt là Ciserano, là một câu lạc bộ bóng đá Ý có trụ sở tại Ciserano, Lombardy.

## Lịch sử

### Thành lập
Câu lạc bộ được thành lập vào năm 1951.

### Serie D
Trong mùa giải 2013-14, đội đã thi đấu thành công và được thăng hạng, từ Eccellenza Lombardy / B đến Serie D.

## Màu sắc và huy hiệu
Màu sắc của đội là đỏ và xanh.